# Gina Rodriguez
Gina Rodriguez est une actrice, productrice et réalisatrice américaine née le 30 juillet 1984 à Chicago.
Elle se fait connaître, du grand public, par le rôle de Jane Gloriana Villanueva, qu'elle incarne dans la série télévisée Jane the Virgin (2014-2019). Son interprétation est saluée par la critique et lui vaut de remporter, en 2015, le Golden Globe de la meilleure actrice dans une série télévisée musicale ou comique.
Le succès de la série l'installe sur le petit écran et lui permet d’entamer, en parallèle, une carrière de productrice exécutive et de réalisatrice ainsi que de pratiquer le doublage.
Au cinéma, après avoir tourné essentiellement pour le cinéma indépendant, elle joue dans des projets plus exposés comme Deepwater, Annihilation, Miss Bala ou Quelqu'un de bien.

## Biographie

### Enfance et formation
Gina Alexis Rodriguez est née le 30 juillet 1984 à Chicago dans l'Illinois de parents portoricains. Elle est la plus jeune des trois sœurs de sa famille. Elle a été élevée dans la religion catholique et a étudié à la St. Ignatius College Prep. Elle a appris à danser la salsa jusqu’à l'âge de 17 ans.
À l'âge de 16 ans, elle fait partie des treize jeunes à être acceptés dans la section théâtre de l'université Columbia. Elle a aussi assisté aux cours de la Tisch School of the Arts de New York (ou elle y fait la rencontre de DeWanda Wise) et s'est entraînée quatre ans au théâtre Atlantic Theater Company puis elle a interprété Frida Kahlo dans la pièce The Last Moments in the Life of Frida Kahlo au théâtre American Stage Theatre au Royaume-Uni.

### Les débuts

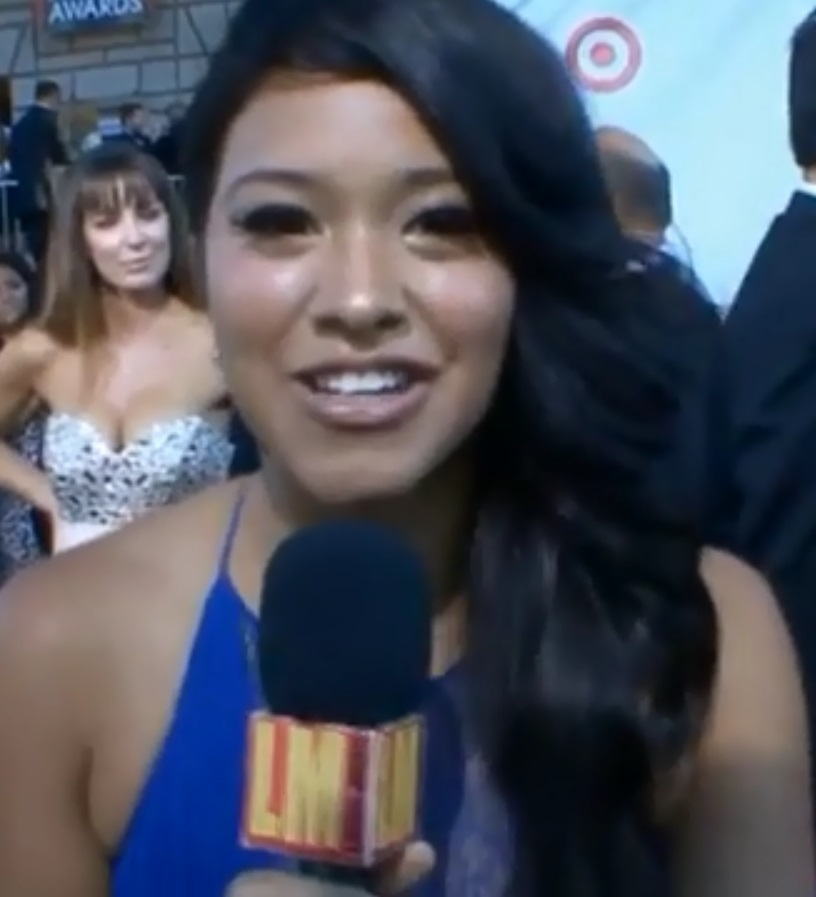
Lors de la 13e cérémonie des ALMA Awards, en 2012.

Dans les années 2000, l'actrice fait ses débuts sur le petit écran, en apparaissant dans un épisode de la série New York, police judiciaire ou encore Jonny Zéro. Elle marque une pause et revient en intervenant dans d'autres épisodes de séries télévisées populaires, à partir de 2008, comme Eleventh Hour, puis elle retrouve les plateaux de New York, police judiciaire mais dans un rôle différent. Suivront également 10 Things I Hate About You et le soap à succès American Wives, dans laquelle elle joue la femme du sergent Pete Evans, dans trois épisodes de la quatrième saison.
L'année 2010 marque également ses débuts au cinéma, avec la comédie romantique La Guerre des pères aux côtés d'America Ferrera et Forest Whitaker ainsi qu'un ersatz de Sexy Dance, Go For It!, dans lequel elle incarne une danseuse de hip-hop, un rôle qui lui vaut sa première citation aux Imagen Awards.

En 2011, sa carrière s'étoffe grâce à de multiples apparitions dans des shows bien installés comme Happy Endings, Mentalist puis, elle décroche le rôle récurrent de Beverly dans la série Amour, Gloire et Beauté. En 2012, elle joue le personnage principal du drame musical Filly Brown et signe une interprétation de rappeuse saluée, qui lui permet de remporter le prix de meilleure actrice aux Imagen Awards et au First Run Film Festival. 

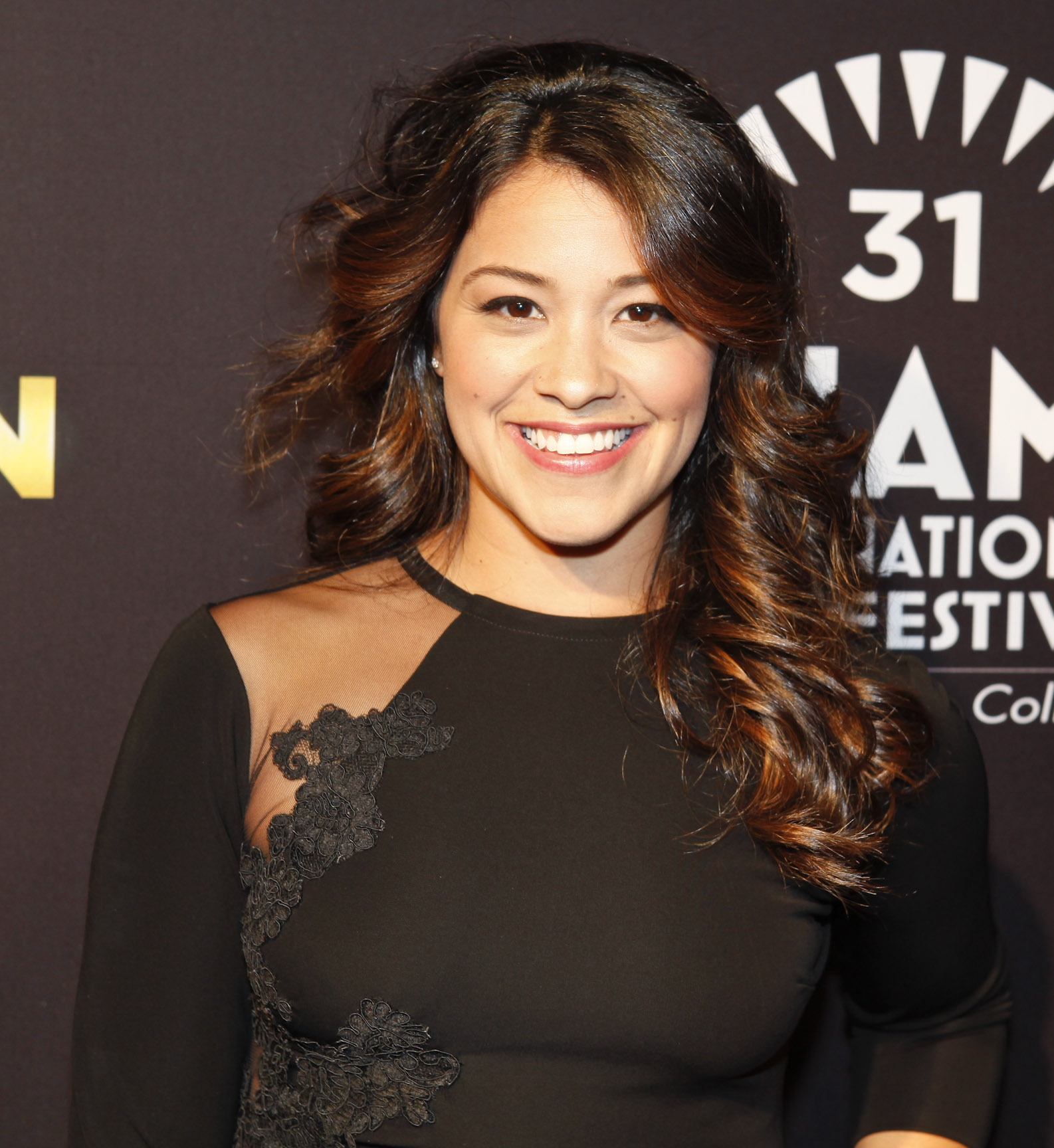
Gina Rodriguez pour l'avant-première du film Filly Brown au MIFF à Miami en 2013.

En avril 2013, elle révèle qu'un rôle lui a été proposé dans la série télévisée Devious Maids mais qu'elle l'a refusé. Toujours en 2013, elle joue dans la comédie indépendante remarquée Sleeping With The Fishes aux côtés d’Ana Ortiz, qui lui vaut une nouvelle fois, une citation pour l'Imagen Awards, cette fois ci dans la catégorie meilleure actrice dans un second rôle, ensuite elle intervient dans les séries Longmire et Rizzoli and Isles.

### Jane the Virginet révélation

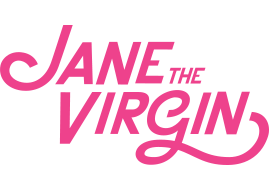
Logo de la série télévisée Jane the Virgin.

Le 23 février 2014, elle décroche le rôle principal de la série télévisée Jane the Virgin et gagne enfin, en popularité. La série démarre le 13 octobre 2014 sur la chaîne The CW et est très bien reçue par la critique. Cette série comique et déjantée est adaptée d'une telenovela vénézuélienne, Juana la Virgen, qui met en scène la vie torturée de Jane Villanueva, une jeune femme qui subit, par accident, une insémination artificielle et doit alors gérer cette grossesse imprévue.
Début 2015, la série est nommée deux fois aux Golden Globes dont une nomination dans la catégorie « meilleure actrice dans une série télévisée musicale ou comique » pour Gina Rodriguez qui remportera le trophée. La même année, elle est également citée pour le Critics' Choice Television Award de la meilleure actrice dans une série télévisée comique ainsi que le Satellite Awards. Le 16 août 2015, elle présente la 17e cérémonie des Teen Choice Awards avec l'acteur Josh Peck et le rappeur Ludacris. Elle est d'ailleurs elle-même nommée, à trois reprises, pour son rôle dans Jane the Virgin lors de cette cérémonie.

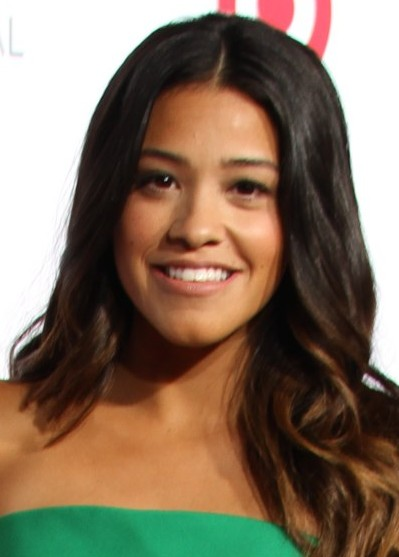
Lors de la cérémonie des ALMA Awards 2014.

En 2016, elle est élue Star féminine de demain par l'organisation National Association of Theatre Owners. Elle remporte aussi le troisième Imagen Awards de sa carrière et reçoit une nouvelle citation pour le Golden Globes. Côté cinéma, elle rejoint Mark Wahlberg, Kurt Russell et John Malkovich pour le film d'action Deepwater, bien reçu par la critique et qui est un succès au box office, décrochant la seconde place à sa sortie.
Le 16 avril 2017, il est annoncé que Gina prêtera sa voix à la célèbre cambrioleuse Carmen Sandiego dans une nouvelle série télévisée d'animation adaptée de la série de jeux vidéo éducatifs du même nom. Déjà adaptée en série d'animation dans les années 1990, ce reboot sera diffusé sur le service Netflix.
En parallèle, elle est toujours saluée par la profession pour son travail en tant qu'actrice principale d'une série télévisée, et reçoit des citations aux MTV Movie & TV Awards, aux People's Choice Awards ainsi qu'une troisième citation par les Golden Globes Awards.

### Cinéma et diversification
En 2018, elle seconde Natalie Portman dans l'attendu film de science fiction d'Alex Garland, Annihilation, adaptation du roman du même nom de Jeff VanderMeer paru en 2014. Le film est distribué sur la plateforme Netflix.
Cette-même année, il est annoncé que la cinquième saison de Jane serait la dernière, Gina Rodriguez souhaitant se consacrer à d'autre projets notamment sa carrière au cinéma et aussi développer, en parallèle, sa carrière de productrice. En effet, toujours en partenariat avec Netflix, il est prévu qu'elle joue le rôle titre d'une adaptation en live action de la détective Carmen Sandiego, considérée comme la plus grande voleuse du monde, une spécialiste du vol d’œuvres d'art.
Elle continuer de collaborer avec la plateforme de vidéo à la demande en jouant dans une autre de ces productions, la comédie romantique Quelqu'un de bien, qui sort en 2019. Elle en est l'une des têtes d'affiche aux côtés de Brittany Snow et DeWanda Wise.
Entre-temps, elle reste active dans le domaine du doublage en prêtant sa voix pour des séries d'animation comme Elena d'Avalor et Big Mouth mais surtout Carmen Sandiego dans laquelle elle est la voix de l’héroïne principale.

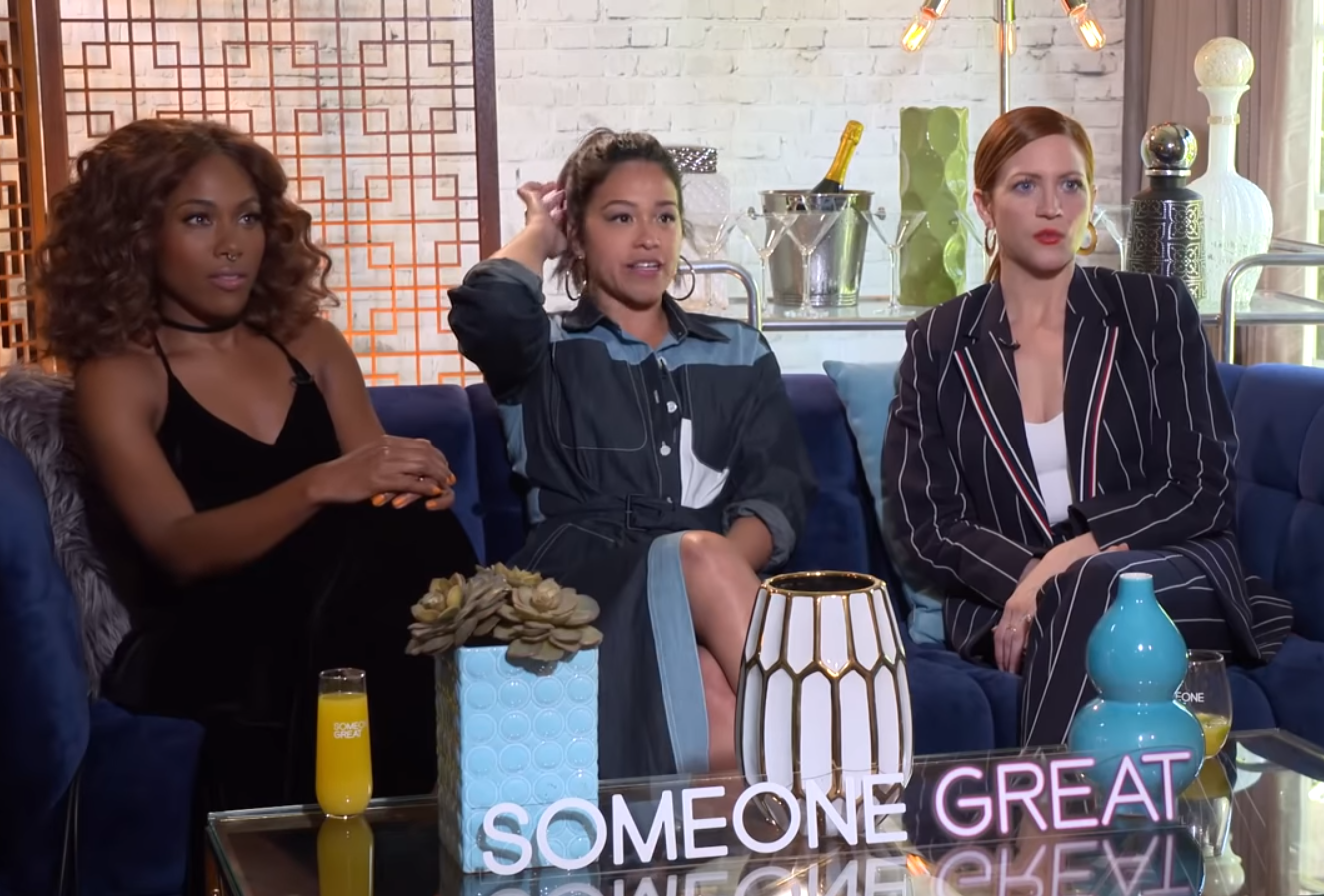
Aux côtés de DeWanda Wise et Brittany Snow pour la promotion de Quelqu'un de bien, en 2019.

Elle profite aussi de la dernière saison de Jane pour faire ses débuts en tant que réalisatrice,. Elle prend goût à l'exercice et dirige ensuite un épisode de la série télévisée fantastique Charmed, reboot de la série du même nom, également produite par le réseau The CW Television Network. Ses débuts comme réalisatrice sont salués par une nomination lors de la 50e cérémonie des NAACP Image Awards dans la catégorie meilleure réalisation pour une série comique.
En 2019, elle est aussi lancée comme vedette du film d'action Miss Bala de la réalisatrice Catherine Hardwicke. La même année, toujours en collaboration avec CW, elle produit un spin-off de Jane the Virgin, intitulé Jane the Novela. Si le projet dépasse le stade de pilote, le show sera conçu comme une anthologie et va proposer, chaque saison, dans l'esprits des telenovelas, une histoire adaptée de l'un des romans fictifs de Jane Villanueva. Au casting, la populaire Marcia Cross de Melrose Place et Desperate Housewives et Jacqueline Grace Lopez,.
Parallèlement, elle participe à la production et à la réalisation d'une nouvelle série télévisée développée pour la plateforme Disney+, Journal d'une future présidente. Il s'agit d'une série centrée sur une jeune femme cubano-américaine qui va devenir présidente des États-Unis. La série met en vedette Selenis Leyva révélée par Orange Is the New Black mais aussi Michael Heaver et Tess Romero. Très impliquée dans ce programme, Rodriguez apparaît également en tant que personnage récurrent et joue la version adulte du personnage principal.

## Vie privée
Elle est très proche de ses sœurs. Sa sœur aînée, Ivelisse Rodriguez Simon, est une banquière spécialisée dans l'investissement qui l'a aidée financièrement durant ses années d'étudiante. Sa sœur cadette, Rebecca, est médecin. Dans une interview, l'actrice révèle qu'elle a souffert d'une maladie thyroïdienne, à l'âge de 19 ans.
De 2014 à 2015, elle est en couple avec l'acteur Henri Esteve (en). Depuis 2016, elle est en couple avec l'acteur Joe LoCicero rencontré sur le tournage de Jane the Virgin. Le 6 mai 2019, Gina officialise leur union sur son compte Instagram,. Le 30 juillet 2022, le couple annonce qu'il attend son premier enfant.

## Philanthropie
L'actrice est engagée dans divers organismes de bienfaisance et profite, pleinement, de sa visibilité croissante pour poursuivre ses efforts philanthropiques.
En 2015, elle est partenaire de la marque de lingerie toutes tailles, Naja. Cette entreprise emploie, principalement, des mères célibataires et met en avant l'autonomie des femmes seules et l'acceptation de soi.

## Filmographie

### Actrice

#### Cinéma

##### Longs métrages
- 2008 : Calling It Quits de Anthony Tarsitano : Dayplayer
- 2010 : La Guerre des pères (Our Family Wedding) de Rick Famuyiwa : Demoiselle d'honneur
- 2010 : Dance for it ! (Go for It!) de Carmen Marron : Gina
- 2012 : Filly Brown (en) de Youssef Delara et Michael D. Olmos : Majo Tenorio
- 2012 : California Winter de Odin Ozdil : Ofelia Ramirez
- 2013 : Enter the Dangerous Mind (en) de Youssef Delara et Victor Teran : Adrienne
- 2013 : Sleeping with the Fishes (en) de Nicole Gomez Fisher : Alexis Fish
- 2016 : Sticky Notes (en) de Amanda Sharp : Natalia
- 2016 : Deepwater (Deepwater Horizon) de Peter Berg : Andrea Fleytas
- 2018 : Annihilation de Alex Garland : Anya Thorensen
- 2018 : Sharon 1.2.3. de Mark Brown : Cindy
- 2019 : Miss Bala de Catherine Hardwicke : Gloria Meyer
- 2019 : Quelqu'un de bien (Someone Great) de Jennifer Kaytin Robinson : Jenny Young
- 2020 : Kajillionaire de Miranda July : Mélanie
- 2021 : Awake de Mark Raso : Jill
- 2022 : I Want You Back
- 2023 : Spy Kids: Armageddon de Robert Rodriguez
- 2024 : Prise au jeu (en) (Players) de Trish Sie

##### Courts métrages
- 2008 : Ten: Thirty One de Gabe Fazio et Lev Gorn : fille du quartier
- 2009 : Osvaldo's de Randy Wilkins : Ana Daisy
- 2010 : Little Spoon de Lauren Fash : Mandy
- 2013 : The Price We Pay de Jesse Garcia : Médecin (voix)
- 2013 : Una Y Otra Y Otra Vez de Jesse Allain-Marcus et Wade Allain-Marcus : la petite amie
- 2013 : Interstate de Camille Stochitch : Nayeli
- 2014 : Since I Laid Eyes de Adel L. Morales : Ilene
- 2014 : C'est Jane de Jason O. Silva : Jane
- 2019 : Andy's Song de Nikki Reed : Tavi

##### Films d'animation
- 2017 : L'Étoile de Noël (The Star) de Timothy Reckart : Marie (voix)
- 2017 : Ferdinand de Carlos Saldanha : Una (voix)
- 2018 : Yéti et Compagnie (Smallfoot) de Ryan O'Loughlin : Kolka (voix)
- 2020 : Scooby ! (Scoob!) de Tony Cervone : Vera Dinkley (voix)

#### Télévision

##### Téléfilm
- 2010 : Mon effroyable anniversaire 2 (en) (My Super Psycho Sweet 16: Part 2) de Jacob Gentry : Courtney Ramirez

##### Séries télévisées
- 2004 : New York, police judiciaire (Law & Order) : Yolanda (saison 15, épisode 10)
- 2005 : Jonny Zéro (Jonny Zero) : Rose (saison 1, épisode 3)
- 2008 : New York, police judiciaire (Law & Order) : Inez Soriano (saison 18, épisode 8)
- 2009 : Eleventh Hour : Robin (saison 1, épisode 16)
- 2010 : 10 Things I Hate About You : Danica (saison 1, épisode 14)
- 2010 : American Wives : Marisol Evans (saison 4, épisodes 4, 5 et 6)
- 2011 : Happy Endings : Rita (saison 1, épisode 13)
- 2011 : Mentalist (The Mentalist) : Elvia (saison 4, épisode 8)
- 2011 - 2012 : Amour, Gloire et Beauté : Beverly (rôle récurrent - 15 épisodes)
- 2012 : No Names : Megan (saison 1, épisodes 2, 3 et 5)
- 2013 : Longmire : Lorna Dove (saison 2, épisode 5)
- 2013 : Rizzoli & Isles : Lourdes Santana (saison 4, épisode 10)
- 2014 : Wild Blue : Pilar Robles (Pilote non diffusé)
- 2014 - 2019 : Jane the Virgin : Jane Villanueva (rôle principal, 99 épisodes - également productrice exécutive)
- 2018 : Brooklyn Nine-Nine : Alicia (saison 5, épisode 22)
- 2018 : Animals (en) : la narratrice (voix, 1 épisode)
- 2020 : Journal d'une future présidente (Diary of a Future President) : la présidente Elena Cañero-Reed, adulte  (rôle récurrent - également productrice exécutive)
- 2023-2024 : Not Dead Yet : Nell Stevens (rôle principal)
- 2023-2025 : Will Trent : Marion Alba (saison 3, rôle récurrent)

##### Séries d'animation
- 2018 - 2019 : Elena d'Avalor : la princess Marisa (voix, 3 épisodes)
- 2018 - 2019 : Big Mouth : Gina Alvarez / Gina Parrot (voix, 12 épisodes)
- depuis 2019 : Carmen Sandiego : Carmen Sandiego (voix, rôle principal - également productrice exécutive)
- 2019 : Robot Chicken : Ginger (voix, 1 épisode)
- 2022 : Inoubliable Ollie (en) : Sharon / Momma

### Productrice
- 2016 : Marie Claire Young Women's Honors de Lauren Quinn (émission de télévision)
- 2018 : Illegal (pilote de série télévisée, non retenu)
- 2019 : Quelqu'un de bien de Jennifer Kaytin Robinson (film)
- depuis 2019 : Carmen Sandiego (série télévisée d'animation)
- 2019 : Jane the Novela (pilote de série télévisée)
- depuis 2020 : Journal d'une future présidente (Diary of a Future President) (série télévisée)
- Carmen Sandiego (film)
- 2021 : Awake de Mark Raso : Jill

### En tant que réalisatrice
- 2018 : Jane the Virgin (série télévisée, 3 épisodes)
- 2019 : Charmed (série télévisée, 1 épisode)
- 2020 : Journal d'une future présidente (Diary of a Future President) (série télévisée, 1 épisode)

## Distinctions

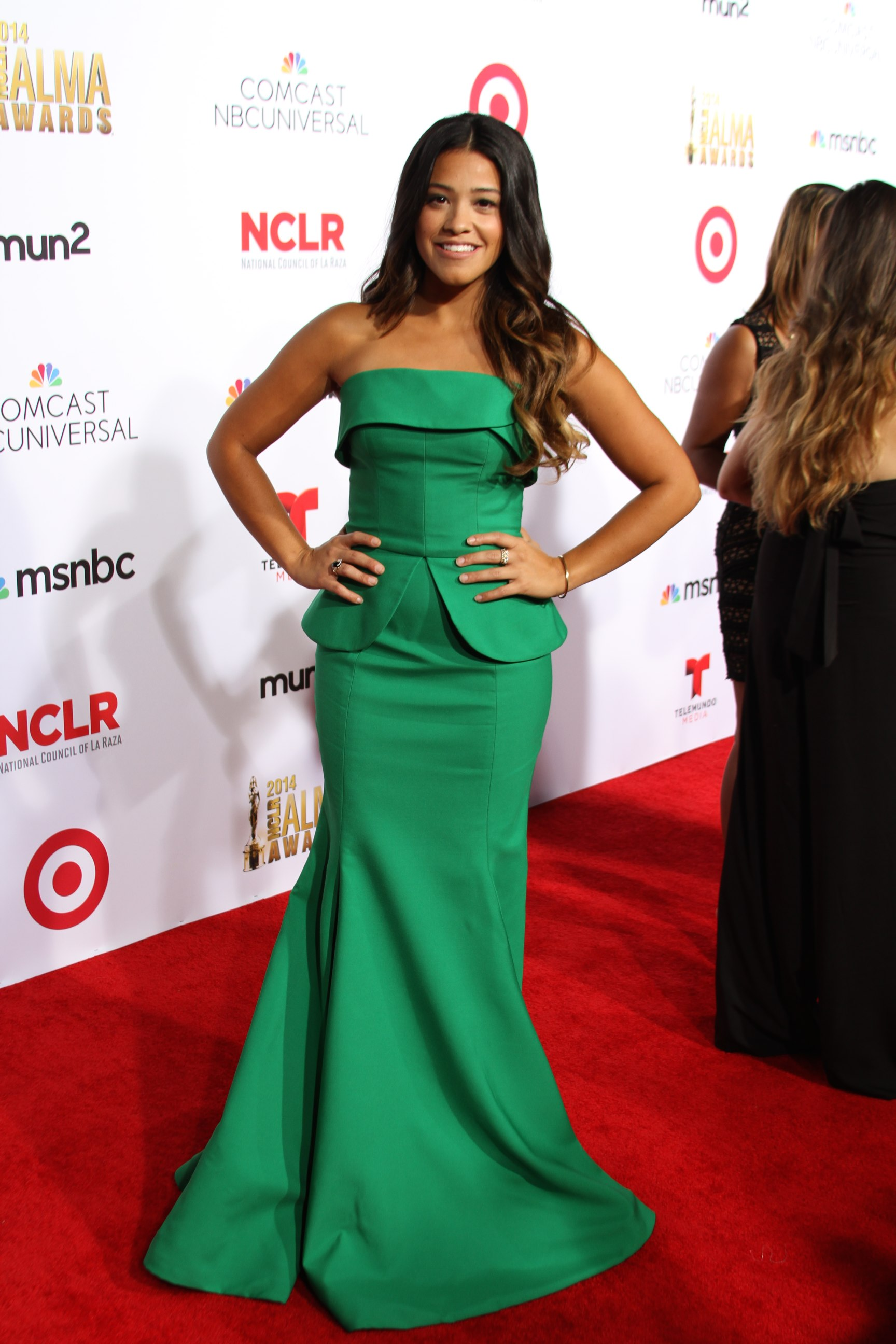
Lors des ALMA Awards 2014.

Sauf indication contraire ou complémentaire, les informations mentionnées dans cette section proviennent de la base de données IMDb.

### Récompenses
- Imagen Awards 2012 : Meilleure actrice pour Filly Brown
- ALMA Awards 2013 : Meilleur film pour Filly Brown, prix partagé avec Edward James Olmos, Michael D. Olmos et Lou Diamond Phillips
- Gay and Lesbian Entertainment Critics Association (GALECA) 2015 : Dorian Award de la star de demain
- Gold Derby Awards 2015 : Révélation de l'année
- Golden Globes 2015 : meilleure actrice dans une série télévisée musicale ou comique pour Jane the Virgin
- Imagen Awards 2015 : Meilleure actrice de télévision pour Jane the Virgin
- CinemaCon 2016 : Star féminine de demain
- Imagen Awards 2016 : Meilleure actrice de télévision pour Jane the Virgin
- Teen Choice Awards 2018 : Meilleure actrice dans une série télévisée comique pour Jane the Virgin

### Nominations
- Imagen Awards 2011 : Meilleure actrice dans un second rôle dans Go for It!
- Imagen Awards 2014 : Meilleure actrice dans un second rôle dans Sleeping with the Fishes
- Critics' Choice Television Awards 2015 : meilleure actrice dans une série télévisée comique pour Jane the Virgin
- Gold Derby Awards 2015 : Meilleure actrice dans une série télévisée comique pour Jane the Virgin
- Online Film & Television Association 2015 : Meilleure actrice dans une série télévisée comique pour Jane the Virgin
- Satellite Awards 2015 : meilleure actrice dans une série télévisée musicale ou comique pour Jane the Virgin
- Seoul International Drama Awards 2015 : Meilleure actrice pour Jane the Virgin
- Teen Choice Awards 2015 :
  - Meilleure révélation pour Jane the Virgin
  - Meilleure baiser pour Jane the Virgin, nomination partagée avec Justin Baldoni
  - Meilleure actrice dans une série télévisée comique pour Jane the Virgin
- Television Critics Association Awards 2015 : Meilleure interprétation comique pour Jane the Virgin
- Women's Image Network Awards 2015 : Meilleure actrice dans une série télévisée comique pour Jane the Virgin
- Critics' Choice Television Awards 2016 : meilleure actrice dans une série télévisée comique pour Jane the Virgin
- Golden Globes 2016 : meilleure actrice dans une série télévisée musicale ou comique pour Jane the Virgin
- NAACP Image Awards 2016 : Meilleure actrice dans une série télévisée comique pour Jane the Virgin
- Black Reel Awards for Television 2017 : Meilleure actrice dans une série télévisée comique pour Jane the Virgin
- Golden Globes 2017 : meilleure actrice dans une série télévisée musicale ou comique pour Jane the Virgin
- MTV Movie & TV Awards 2017 : Meilleure actrice dans une série télévisée pour Jane the Virgin
- People's Choice Awards 2017 : Actrice préférée dans une série télévisée comique pour Jane the Virgin
- Teen Choice Awards 2017 : Meilleure actrice dans une série télévisée comique pour Jane the Virgin
- MTV Movie & TV Awards 2018 : Meilleur baiser dans une série télévisée pour Jane the Virgin
- Teen Choice Awards 2018 : Meilleur baiser dans une série télévisée pour Jane the Virgin
- MTV Movie & TV Awards 2019 : meilleure performance dans une série télévisée pour Jane the Virgin
- Imagen Awards 2019 : Meilleure actrice de télévision pour Jane the Virgin
- NAACP Image Awards2019 : meilleure réalisation pour une série comique dans Jane the Virgin
- Teen Choice Awards 2019 : Meilleure actrice dans une série télévisée comique pour Jane the Virgin

## Voix francophones
En France, Alice Taurand est la voix régulière de Gina Rodriguez. Claire Morin l'a également doublée à quatre reprises.
Au Québec, Annie Girard est la voix régulière de l'actrice.